# Manuel Veloso de Armelim Júnior
 Manuel Veloso de Armelim Júnior  (Velas, Ilha de São Jorge, 1 de Fevereiro de 1857  — Lisboa, 4 de Outubro de 1935) foi um advogado, escritor e jornalista português, formado em bacharel em Direito pela Universidade de Coimbra em 1887. Exerceu a sua profissão em Lisboa. Foi director do jornal de jurisprudência O Correio Jurídico, de Lisboa.

## Biografia

### Nascimento e formação
Armelim Júnior nasceu na localidade de Velas, na Ilha de São Jorge do Arquipélago dos Açores, em 1 de Fevereiro de 1857. Era filho de Manuel Veloso de Armelim e Maria Januária Avelar de Armelim e irmão de Júlia de Armelim Pinto Balsemão.
Em 1882, matriculou-se na Faculdade de Direito da Universidade de Coimbra, tendo-se formado em 8 de Julho de 1887.

### Carreira artística e profissional
Em Outubro de 1887, começou a exercer como advogado em Lisboa, tendo depressa começado a trabalhar em várias causas notáveis, na capital e nas províncias. Conseguiu alguns triunfos importantes, tendo algumas das duas minutas e contra-minutas atingido um grande valor nos meios literários e forenses. Exerceu durante cerca de 40 anos, tendo-se distinguido por ter desenvolvido as ciências jurídicas, ao estudar as várias especialidades das matérias administrativa e civil.
Publicou uma vasta obra literária, dispersa, em grande parte, por vários periódicos, como as biografias que escreveu na Revista Insular e de Turismo. Também colaborou em vários periódicos no Brasil em Portugal, tendo fundado o Correio Jurídico. Recebeu o primeiro prémio na Exposição Internacional de Trabalhos Jurídicos do Rio de Janeiro, em 1890.
Participou em vários congressos, como o Jurídico de Lisboa, e os das Associações de Previdência e de Antropologia, em Paris. No âmbito das comemorações do centenário de Santo António de Lisboa, fez uma comunicação sobre aquele pregador na Academia das Ciências de Lisboa.
Foi nomeado como sócio correspondente do Instituto de Coimbra, e como sócio efectivo da Associação dos Advogados de Lisboa, da Real Associação dos Arquitectos e Arqueólogos Portugueses, e da Sociedade de Geografia de Lisboa. Também foi sócio fundador e presidente da direcção do Grémio dos Açores, protector do Orfanato de Santa Isabel, sócio benemérito e presidente da comissão de justiça do Real Instituto de Lisboa, membro da Ordem dos Advogados e sócio da Academia das Ciências. No estrangeiro, era sócio correspondente da Real Academia de Jurisprudencia y Legislación, de Madrid, do Instituto de Legislação Comparada, de Paris, do Instituto dos Advogados do Brasil, e da Sociedade das Instituições de Previdência de França.

### Falecimento e funeral
Faleceu por volta das 19 horas do dia 4 de Outubro de 1935, estando nessa altura casado com Maria Estela Alvares Pereira de Armelim.
O seu funeral teve lugar no dia 6 de Outubro, tendo sido sepultado no Cemitério dos Prazeres, em Lisboa.

## Obras
- Dois beneméritos, José Maria de Assis e Constantino Cumano. Coimbra, Impr. da Universidade, 1885.
- A Vida e a Obra do Visconde de Carnaxide[1]